# Pleolophus pilatus
Pleolophus pilatus är en stekelart som beskrevs av Henry Keith Townes, Jr. 1962. Pleolophus pilatus ingår i släktet Pleolophus och familjen brokparasitsteklar. Inga underarter finns listade i Catalogue of Life.